# Első Névtelen torony
Az Első Névtelen torony (oroszul Первая Безымянная башня, korábban Пороховая, azaz lőportorony) a Kreml déli falán áll, a Kremljovszkaja naberezsnaja és a Moszkva folyó közelében, a Tajnyickaja toronytól keletre.

## Története
Ezt az egyszerű torony-bástyát először az 1480-as években emelték a Kreml déli falának megerősítésére, de utána többször újjá kellett építeni. 1547-ben a gyakori moszkvai tűzvészek egyike során a toronyban tárolt lőpor robbant fel. A 17. századi újjáépítése során a bástya négyzet alakú tetejére díszes sátortetőt építettek. 1770-ben a tornyot lebontották a Nagy Kreml-palota építésével összefüggésben. 1776—1783 között a tornyot és a Második Névtelen toronyig húzódó falszakaszt új alapokon építették fel, kissé közelebb a Tajnyickaja toronyhoz. 1812-ben a visszavonuló franciák felrobbantották. 1816—1835 között megint újjáépítették Oszip Ivanovics Bove irányításával.
Szakértők véleménye szerint ez a torony szerepel Vaszilij Vasziljevics Verescsagin festményén, innen nézi Napóleon az égő Moszkvát. 

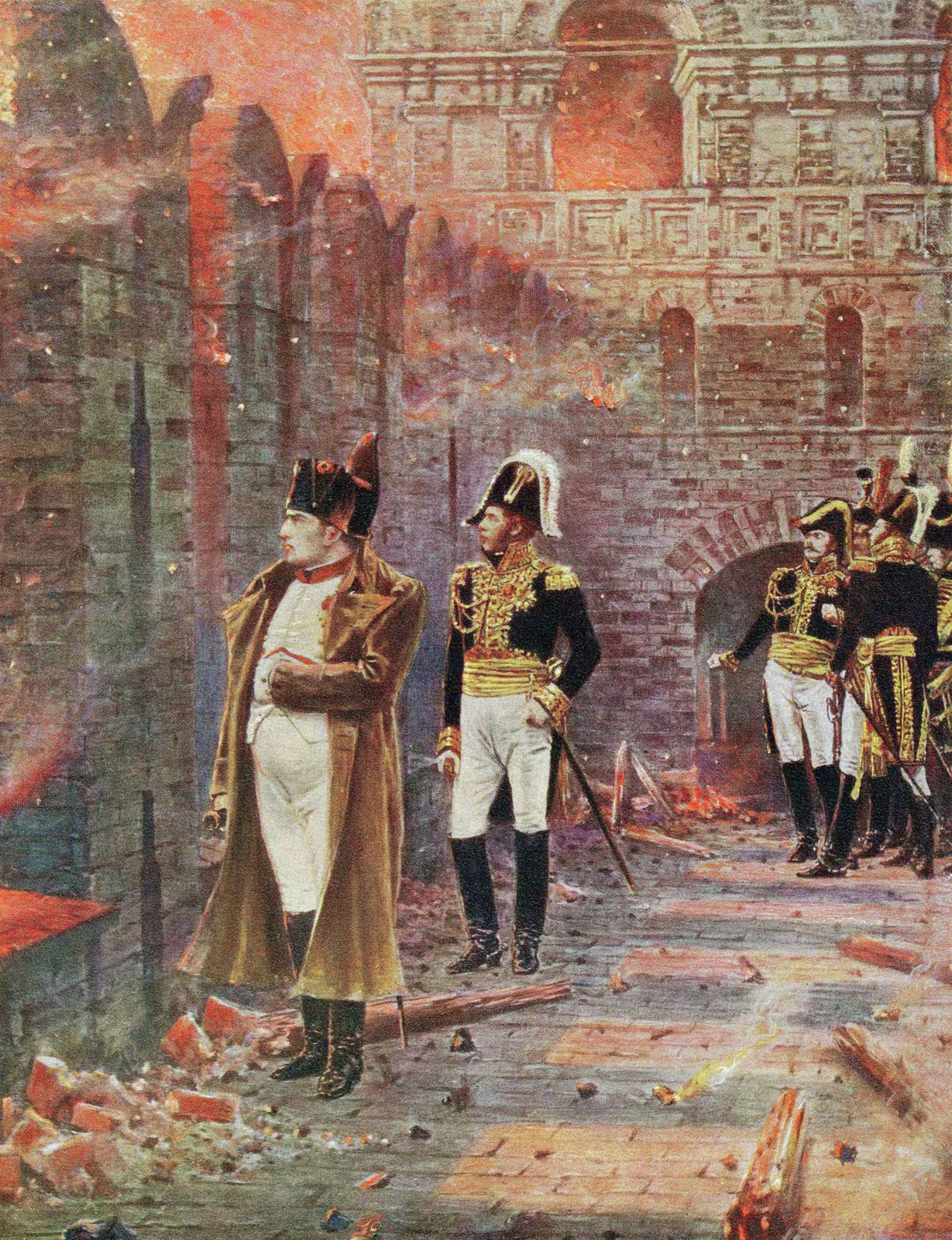
Napóleon az Első Névtelen torony mellett Verescsagin festményén

## Fordítás
- Ez a szócikk részben vagy egészben  a(z)   Первая Безымянная башня című orosz Wikipédia-szócikk ezen változatának fordításán alapul.  Az eredeti cikk szerkesztőit annak laptörténete sorolja fel. Ez a jelzés csupán a megfogalmazás eredetét és a szerzői jogokat jelzi, nem szolgál a cikkben szereplő információk forrásmegjelöléseként.